# Gott der Vater
Gott der Vater oder Gott-Vater (auch: Gott Vater, Gottvater, der Vater Jesu Christi, der Vater) heißt im Christentum die erste Hypostase Gottes in ihrer Beziehung zur zweiten Hypostase, Jesus Christus, der als Sohn Gottes bezeichnet wird. Nicht-trinitarische Zweige des Christentums identifizieren Gott in der Regel nur mit dem Vater und nicht mit dem Sohn (oder dem Heiligen Geist als der dritten Hypostase).
Gott wird im Tanach, in anderen Schriften des Judentums und im jüdischen Gebet als (mein, unser) „Vater“ angesprochen und bezeichnet. Damit ist vor allem sein Handeln als den Menschen zugewandter Schöpfer der Welt und barmherziger Erhalter seines von ihm erwählten Volkes gemeint. Damit steht das Judentum in Gegensatz zu polytheistischen Religionen, die einen „Göttervater“ als Hauptgottheit eines Pantheons oder einer göttlichen Trias (Dreiheit), einen männlichen „Himmelsvater“ gegenüber einer weiblichen „Erdmutter“, oder einen menschlichen Gottkönig (Pharao) als „Vater“ seiner Untertanen verehrten. In diesem Sinne sind nach jüdischer Tradition alle Menschen Söhne und Töchter Gottes, (göttliche) Personen werden nicht angebetet und Ruach HaQodesh (der Heilige Geist, wörtlich „Heiliger Atem“) wird nicht in den Stand eines Gottes erhoben.
Die Christologie lehrt, dass Jesus Christus an diese Tradition angeknüpft habe, indem er Gott vertraulich, in der aramäischen Sprache, als Abba („Papa“) anredete und seine Jünger das Vaterunser lehrte. Die Urchristen bezeichneten Gott als „Vater Jesu Christi“ und betonten damit seine Identität mit dem Bundesgott der Israeliten. Daher trat der Ausdruck „Gott der Vater (Jesu Christi)“ im Christentum an die Stelle des Gottesnamens.
Im Anschluss an diesen Sprachgebrauch im Neuen Testament (NT) beschreibt die christliche Trinitätslehre Gottes Wesen in den drei göttlichen Personen des Vaters, des Sohnes und des Heiligen Geistes. Tertullian führte die lateinische Wortneubildung „trinitas“ ein. Die Alte Kirche hat die Trinitätslehre im 4. Jahrhundert dogmatisiert, um die Einheit und Einzigartigkeit Gottes der christlichen Bibel zu wahren. Damit schloss sie christliche Richtungen, die den Schöpfergott Israels vom Erlösergott Jesu trennen wollten (Marcion, Gnosis, Doketismus), als Häresien aus. Die altkirchlichen Glaubensbekenntnisse und meisten christlichen Konfessionen vertreten die Trinitätslehre.

## Außerbiblische Analogien
Die ägyptische Mythologie kannte eine Urgottheit, die mit einer Vielzahl von Attributen, darunter auch „Vater der Götter“ (… und Göttinnen / und Menschen) im Sinne einer Theogonie („der den erzeugt, der ihn erzeugt“) umschrieben wurde.
Die griechische Mythologie nannte den Hauptgott Zeus öfter „Vater“, um seine höchste Autorität über Götter und Menschen auszudrücken. An eine Schöpfertätigkeit war dabei nicht gedacht. Der Titel erscheint in den beiden Hauptwerken Homers, Ilias und Odyssee, vor allem als direkte Anrede an Zeus. Dieses Herrschaftsattribut ging auf den Hauptgott der römischen Religion namens Jupiter (von iu- für „Tag“, „hell“ und pater für „Vater“) über.

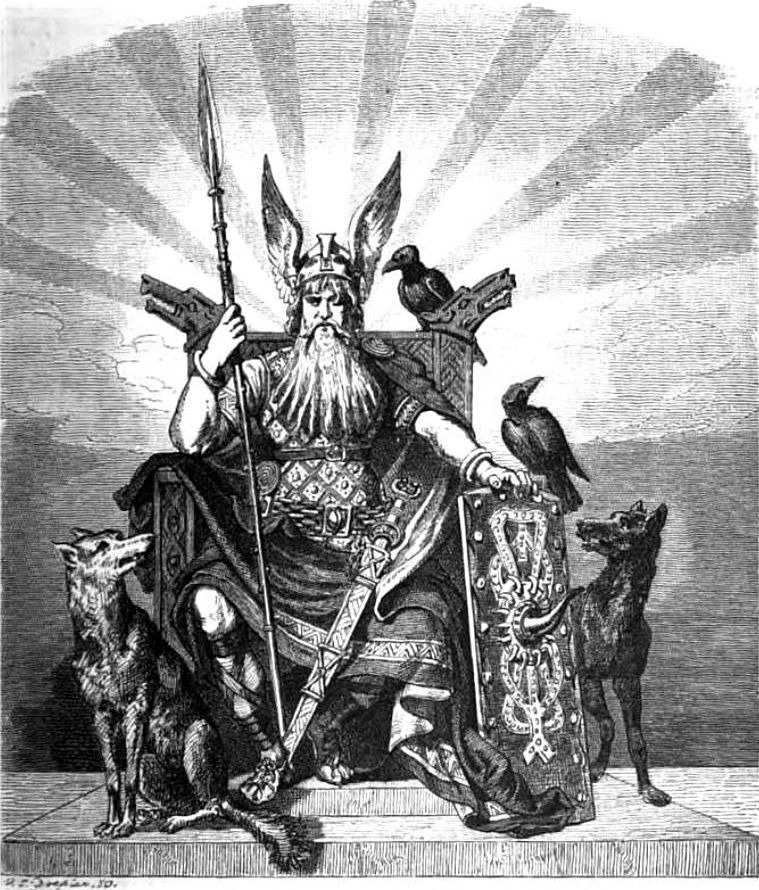
Carl Emil Doepler: Odin, der Göttervater (Gemälde von 1880)

Die germanische Mythologie der Edda kannte einen „Gott-Vater“ oder „Vater-Gott“ Tyr. Sein Name wird wie die Namen Zeus und Jupiter etymologisch auf den indogermanischen Himmelsgott Dyaus Pita zurückgeführt. Seine Eigenschaften gingen später auf die germanische Hauptgottheit Odin (Wodan) über.
Einige Götterbilder des Alten Orients zeigen Merkmale, die als Hinweise auf einen „Vatergott“ gedeutet werden: einen Bart, Sitzposition und einen Kalathos in Form eines Zylinders als Kopfbedeckung. Diese Merkmale hat zum Beispiel die Marmorskulptur eines Götterkopfes aus der römischen Kaiserzeit, die mangels weiterer typischer Indizien auf Amun, Asclepius, Jupiter, Neptun, Saturn oder Serapis gedeutet wurde. Serapis wurde auf Münzen der Ptolemäerzeit in Alexandria ebenso dargestellt. Vermutet wird, dass solche Bilder die spätere Vorstellung von Gott als bärtigem, weisen alten Mann mit angeregt haben.
Das Pantheon von Ugarit kannte neben dem Hauptgott El auch einen mit ihm verwandten El-ib. Unklar ist, ob dieser Titel als Genitiv „Gott des Vaters“ (des Ahnen einer semitischen Sippe) oder als Apposition „Gott-Vater“ (vergöttlichter Ahnherr) zu deuten ist. Hier wird eine Vorform des „Gottes der Väter“ vermutet, der in den Erzväter-Geschichten der Bibel (Gen 12-50) erscheint. El wurde in Ugarit auch als „Schöpfer des Himmels und der Erde“, „König“, „Vater“ und „Erschaffer der Götter“ bezeichnet. Abraham, der Stammvater Israels, übertrug das Schöpferattribut laut Gen 14,22  auf seinen Gott.

## Judentum
Für den Monat des jüdischen Kalenders, siehe Aw (Monat).
Das Wort Av oder Ab (heb., Einzahl אָב, „Av“, Mehrzahl אבות , „Avot“ oder „Abot“) bedeutet „Vater“ in der Hebräischen Sprache. Als Adonai (hebr. אֲדֹנָי ădonāy „mein Herr“) ist es eine der Umschreibungen für JHWH, um Hochachtung auszudrücken.
Das moderne Ivrit in Israel benutzt heute das Wort אבא abba. Av oder Ab tritt als Teil von Namen auf, z. B. Ab-ram, Av-i-ram, Ah-ab, Jo-ab.
Das Mischnatraktat „Sprüche der Väter“ (heb. פרקי אבות Pirqe Avot) in der Ordnung Nesikin des Talmud behandelt ethisch-moralische Prinzipien.

## Christentum

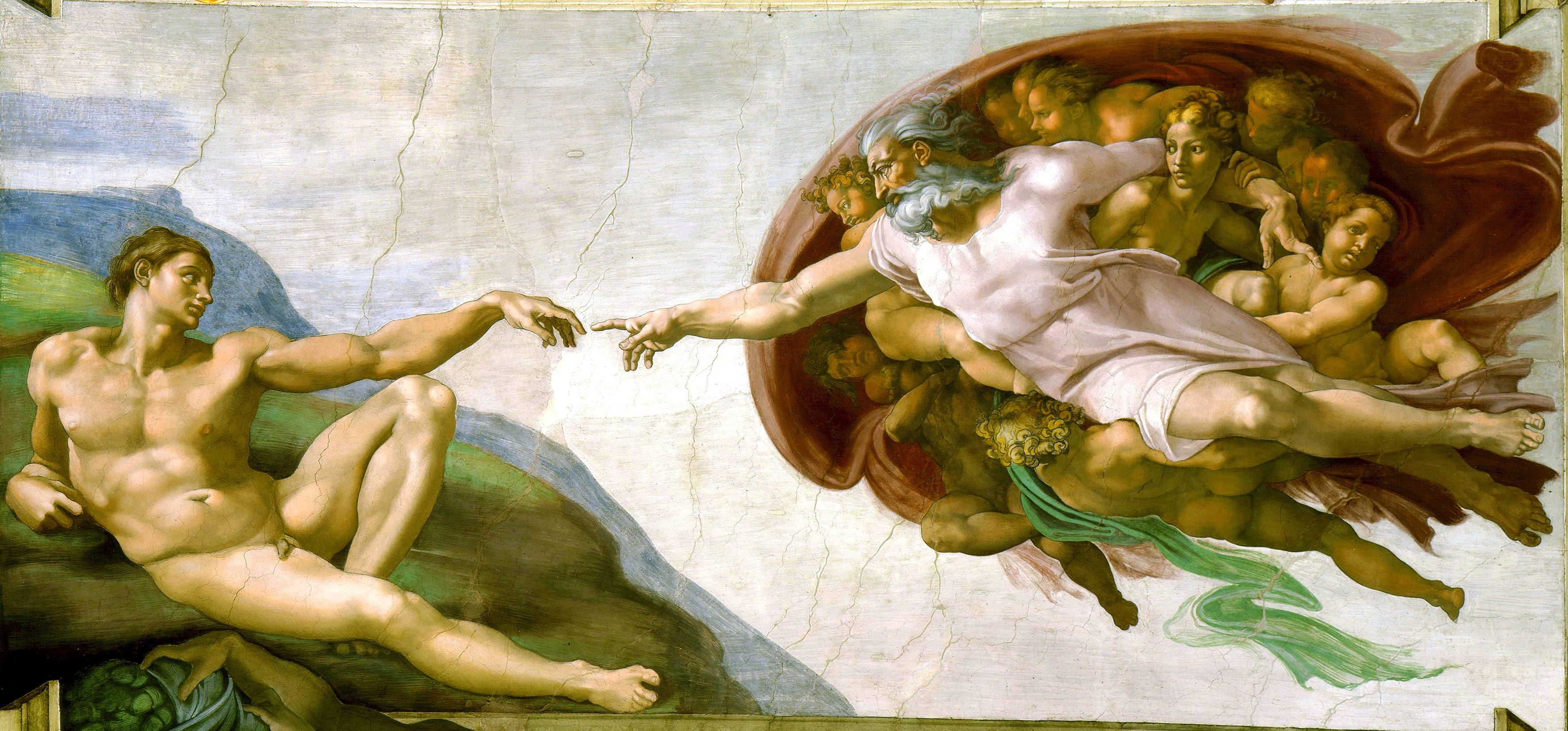
Die Erschaffung Adams. Dargestellt wird, wie Gottvater mit ausgestrecktem Zeigefinger Adam zum Leben erweckt

### Neues Testament
JHWH wird im NT meist als Kyrios oder Theos bezeichnet, in der Regel der Vater als Theos und Jesus als Kyrios, was zugleich der häufigste Titel für Jesus ist. In Eigenaussagen Jesu taucht jedoch oft die Anrede „Vater“ oder „mein Vater“, in Reden an seine Jünger auch „euer Vater“ auf.
Viele dieser Aussagen, besonders in den Ich-bin-Reden des Johannesevangeliums, wurden Jesus nachösterlich in den Mund gelegt. Doch die Paulusbriefe legen nahe, dass die Vater-Anrede der Urchristen für Gott auf Jesu eigene aramäische Gebetsweise zurückgeht:
| NT-Vers   | Kontext                                    | Zitat |
| --------- | ------------------------------------------ | --- |
| Mk 14,36  | Gebet in Getsemani                         | Abba, Vater, alles ist dir möglich. |
| Lk 23,34  | Fürbitte des Gekreuzigten                  | Vater, vergib ihnen, denn sie wissen nicht, was sie tun. |
| Joh 8,38  | Auftrag Jesu als Offenbarer Gottes         | Ich sage, was ich beim Vater gesehen habe, und ihr tut, was ihr von eurem Vater gehört habt. |
| Joh 11,41 | Dankgebet für die Auferweckung des Lazarus | Vater, ich danke dir, dass du mich erhört hast. |
| Joh 12,27 | Letzte öffentliche Rede Jesu               | Was soll ich sagen: Vater, rette mich aus dieser Stunde? Aber deshalb bin ich in diese Stunde gekommen. |
| Mt 28,19  | Missionsauftrag des Auferstandenen         | …tauft sie auf den Namen des Vaters und des Sohnes und des Heiligen Geistes… |
| Gal 4,6   | Erinnerung der Galater                     | Weil ihr aber Söhne seid, sandte Gott den Geist seines Sohnes in unser Herz, den Geist, der ruft: Abba, Vater. |
| Röm 8,15  | Leben im Geist                             | Denn ihr habt nicht einen Geist empfangen, der euch zu Sklaven macht, so dass ihr euch immer noch fürchten müsstet, sondern ihr habt den Geist empfangen, der euch zu Söhnen macht, den Geist, in dem wir rufen: Abba, Vater! |
| 1 Joh 3,1 | Die Liebe des Vaters                       | Seht, welch eine Liebe hat uns der Vater erwiesen, dass wir Gottes Kinder heißen sollen – und wir sind es auch! Darum erkennt uns die Welt nicht; denn sie hat ihn nicht erkannt.                                             |

### Deuterokanonische und apokryphe Bücher des Alten Testaments
In einigen Gebeten deuterokanonischer bzw. apokrypher Bücher des Alten Testaments wird JHWH als Vater angeredet, etwa in Weish 14,3  und Sir 23,1 , dort verbunden mit Adonaj („Herr“). Im apokryphen Ezechiel heißt es betont: „Wenn ihr umkehrt und sagt: ‚Vater‘, werde ich euch erhören.“ Auch die Anrede Gottes als „mein Vater“ war im vorchristlichen Judentum üblich (Sifra Lev 20,16; Mekh Y Ex 20,6).